# إلسي ماكغيل
إلسي ماكغيل (بالإنجليزية: Elsie MacGill)‏ (27 مارس 1905 في فانكوفر - 4 نوفمبر 1980 في كامبريدج، ماساتشوستس) مهندسة طيران، ومهندسة من كندا.
إليزابيث مورييل غريغوري «إلسي» ماكغيل، الحاصلة على وسام كندا (27 مارس 1905 - 4 نوفمبر 1980)، والمعروفة باسم «ملكة الأعاصير»، كانت غالبًا أول امرأة في العالم تحصل على شهادة في هندسة الطيران وأول امرأة في كندا تحصل على درجة البكالوريوس في الهندسة الكهربائية. عملت كمهندسة طيران خلال الحرب العالمية الثانية وعملت جاهدة لجعل كندا مركزًا مهمًا في مجال بناء الطائرات خلال سنوات عملها في مسبك الحديد والسيارات الكندي في مدينة فورت ويليام، مقاطعة أونتاريو. بعد عملها في المسبك، أدارت شركة ناجحة لتقديم الاستشارات. بين عامي 1967 و 1970، كانت عضوًا في المجلس الملكي لوضع المرأة في كندا.

## النشأة والتعليم
ولدت ماكغيل في مدينة فانكوفر في 27 مارس عام 1905، وكانت الابنة الصغرى لجيمس هنري ماكغيل، وهو محامي بارز في فانكوفر وصحفي غير متفرغ وشماس أنجليكاني، وهيلين غريغوري ماكغيل، وهي صحفية وأول قاضية امرأة في كولومبيا البريطانية. كان لديها شقيقان أكبر منها من زواج والدتها الأول، وأخت كبرى هي الدكتورة هيلين «هيلين الصغيرة» ماكغيل هيوز (1903) التي كانت مقربة جدًا منها.
في السنوات الأولى، تعلم أطفال عائلة ماكغيل في المنزل ضمن إطار رسمي لمحاكاة مدرسة لورد روبرتس، وهي المدرسة العامة التي التحق بها الأولاد الأكبر سناً. وشمل ذلك دروس الرسم مع إميلي كار، ودروس السباحة مع جو فورتيس. التحقوا بعدها بمدرسة كينغ جورج الثانوية، التابعة لجامعة مكغيل. سهّل هذا التعليم المكثف دخول إلسي إلى جامعة كولومبيا البريطانية عندما كان عمرها 16 عامًا. قُبلت في برنامج العلوم التطبيقية، ولكن طلب منها عميد الكلية المغادرة بعد فصل واحد فقط.
عندما كانت ماكغيل تبلغ من العمر 12 عامًا، تعينت والدتها كقاضية في محكمة الأحداث في فانكوفر. بعد عام 1911، استمر الصراع العرقي في بريتيش كولومبيا بالتصاعد، وأثر بشكل مباشر على عمل جيم ماكغيل القانوني المتعلق بالهجرة. سبب هذا ضغوطًا مالية شديدة على الأسرة خلال سنوات الحرب. أبقت قدرة ماكغيل اليافعة على «إصلاح الأمور» الأسرة في وضع جيد، واطّلعت جيدًا على جميع المهن الممكنة.
كانت والدتها مناصرة لحق النساء في التصويت، وأثرت على قرار ماكغيل في دراسة الهندسة. تخرجت من جامعة تورونتو في عام 1927، وكانت أول امرأة كندية تحصل على شهادة في الهندسة الكهربائية.
«وجودي في فصول الهندسة في جامعة تورونتو في عام 1923 جذب انتباه الناس. على الرغم من أني لم أتعلم الطيران، لكني رافقت الطيارين في جميع الرحلات التجريبية -حتى الرحلات الأولى الخطيرة- لكل طائرة عملت عليها»

إلسي ماكغيل، 1940
قُبلت ماكغيل في برنامج البكالوريوس للعلوم التطبيقية في جامعة تورونتو في عام 1923. عملت خلال فصل الصيف في ورشات لإصلاح المحركات الكهربائية كمكمل لتعليمها النظري والعملي خلال العام الدراسي. ومن هنا أيضًا دخلت إلسي ميدان هندسة الطيران الحديث. أُصيبت ماكغيل بشلل الأطفال قبل تخرجها مباشرةً، وقيل لها أنها قد تقضي بقية حياتها على كرسي متحرك. رفضت قبول هذا الاحتمال، وتعلمت المشي بواسطة عكازات معدنية قوية. وأصبحت أول سيدة تتخرج من كلية الهندسة الكهربائية في كندا.
بعد التخرج، تولت ماكغيل وظيفة كمبتدئة مع شركة في بونتياك، ميشيغان. خلال ذلك الوقت، بدأت الشركة في تصميم الطائرات، ما عزز اهتمام إلسي بالملاحة الجوية. بدأت الدراسات العليا بدوام جزئي في هندسة الطيران في جامعة ميشيغان، والتحقت في خريف عام 1927 ببرنامج ماجستير علوم الهندسة بدوام كامل لبدء أعمال تصميم الطائرات وإجراءات البحث والتطوير في مرافق الطيران الجديدة بالجامعة. في عام 1929، أصبحت أول امرأة في أمريكا الشمالية، وعلى الأرجح العالم، تحصل على درجة الماجستير في هندسة الطيران.
كتبت ماكغيل مقالات صحفية حول الطائرات والطيران، للمساعدة في تمويل دراسات الدكتوراه في معهد ماساتشوستس للتكنولوجيا في كامبريدج.

## حقوق المرأة
بعد أن كسرت ساق ماكغيل في عام 1953، استغلت أشهر النقاهة التي أخذتها في البحث في أوراق والدتها وبدأت بكتابة سيرة حياتها. نشرت ماكغيل كتاب «والدتي القاضية: السيرة الذاتية للقاضية هيلين غريغوري ماكغيل»، في عام 1955. ألهمتها خدمة والدتها وجدتها كناشطتين في حركة حق المرأة في التصويت لقضاء مزيد من الوقت في التعامل مع قضايا حقوق المرأة خلال الستينيات.
عملت ماكغيل كرئيسة للاتحاد الكندي لأندية سيدات الأعمال والمهنيات من عام 1962 إلى عام 1964. في عام 1967 تعينت في الهيئة الملكية لوضع المرأة في كندا وشاركت في كتابة التقرير الذي نُشر في عام 1970. وقدمت «بيانًا منفصلًا» يصف آراءها التي اختلفت عن آراء الأغلبية في اللجنة. على سبيل المثال، أرادت وقف اعتبار عملية الإجهاض جرمًا جنائيًا.
كانت ماكغيل أيضًا عضوًا في مجلس وضع المرأة في أونتاريو، التابع للجنة العمل الوطنية حول وضع المرأة. حصلت بفضل عملها هذا على وسام كندا عام 1971.
قالت ماكغيل ذات مرة:
لقد حصلت على العديد من الجوائز في الهندسة، ولكني آمل أن يتذكرني الناس أيضًا كمدافعة عن حقوق النساء والأطفال.
إلسي ماكغيل

## الحياة اللاحقة
توفيت ماكغيل في 4 نوفمبر عام 1980 في كامبريدج ماساتشوستس بعد مرض شديد. وبعد وفاتها، قالت عنها شيرلي ألين، وهي عضو كندي في منظمة «التسعة والتسعين» لقائدات الطائرات، «كانت تملك عقلًا لامعًا واعتُرف بها كامرأة كندية بارزة. لم يمنعها جنسها أو عجزها من استغلال مواهبها لأجل خدمة مجتمعها وبلدها.»

## الجوائز والتكريمات
نالت مقالة ماكغيل، «العوامل التي تؤثر على الإنتاج الضخم للطائرات» ميدالية غزوسكي من المعهد الهندسي الكندي في عام 1941. في عام 1953، كانت واحدة من بين 50 شخصًا فحسب، والمرأة الوحيدة التي وُضعت صورتها في معرض غيفارت الحصري للمديرين التنفيذيين الكنديين تكريمًا لها على مساهماتها وتأثيرها. في عام 1953، قدمت إليها جمعية المهندسات في الولايات المتحدة جائزة الإنجاز «تقديراً لمساهماتها القيمة في هندسة الطيران»، وهي المرة الأولى التي تخرج فيها الجائزة من الولايات المتحدة.
حصلت ماكغيل على الميدالية المئوية من قبل الحكومة الكندية في عام 1967، ووسام كندا في عام 1971 عن «خدماتها كمستشارة في هندسة الطيران وعضو في المجلس الملكي لوضع المرأة في كندا». منحتها منظمة التسعة والتسعين ميدالية أميليا إيرهارت في عام 1975؛ وفي عام 1979 قدمت لها جمعية المهندسين المحترفين في أونتاريو الميدالية الذهبية. في عام 1983 اختيرت لتكون ضمن قاعة مشاهير الطيران في كندا، وفي عام 1992 كانت ضمن مؤسسي قاعة مشاهير العلوم والهندسة الكندية في أوتاوا.
في عام 2016، اقتُرح اسمها كواحدة من خمسة متسابقين نهائيين لتوضع صورتها على الأوراق النقدية الكندية، والتي كانت مقتصرة على الرجال.
في عام 2019، وافق مجلس مدرسة مقاطعة ليكهيد على إطلاق اسم مدرسة إلسي ماكغيل العامة على المدرسة الابتدائية التي ما زالت قيد الإنشاء والتي ستحل محل مدرستي أغنو إتش. جونستون وإيدجواتر بارك عند افتتاحها في سبتمبر عام 2020.

## التعليم
تعلمت إلسي ماكغيل في:
- جامعة تورنتو[4]
- جامعة ميشيغان[4]
- معهد ماساتشوستس للتكنولوجيا

## الجوائز
حصلت إلسي ماكغيل على الجوائز الآتية:
- ضابط وسام كندا
- Women in Aviation International [الإنجليزية]‏
- Society of Women Engineers Achievement Award ‏